# Marjorie Lawrence

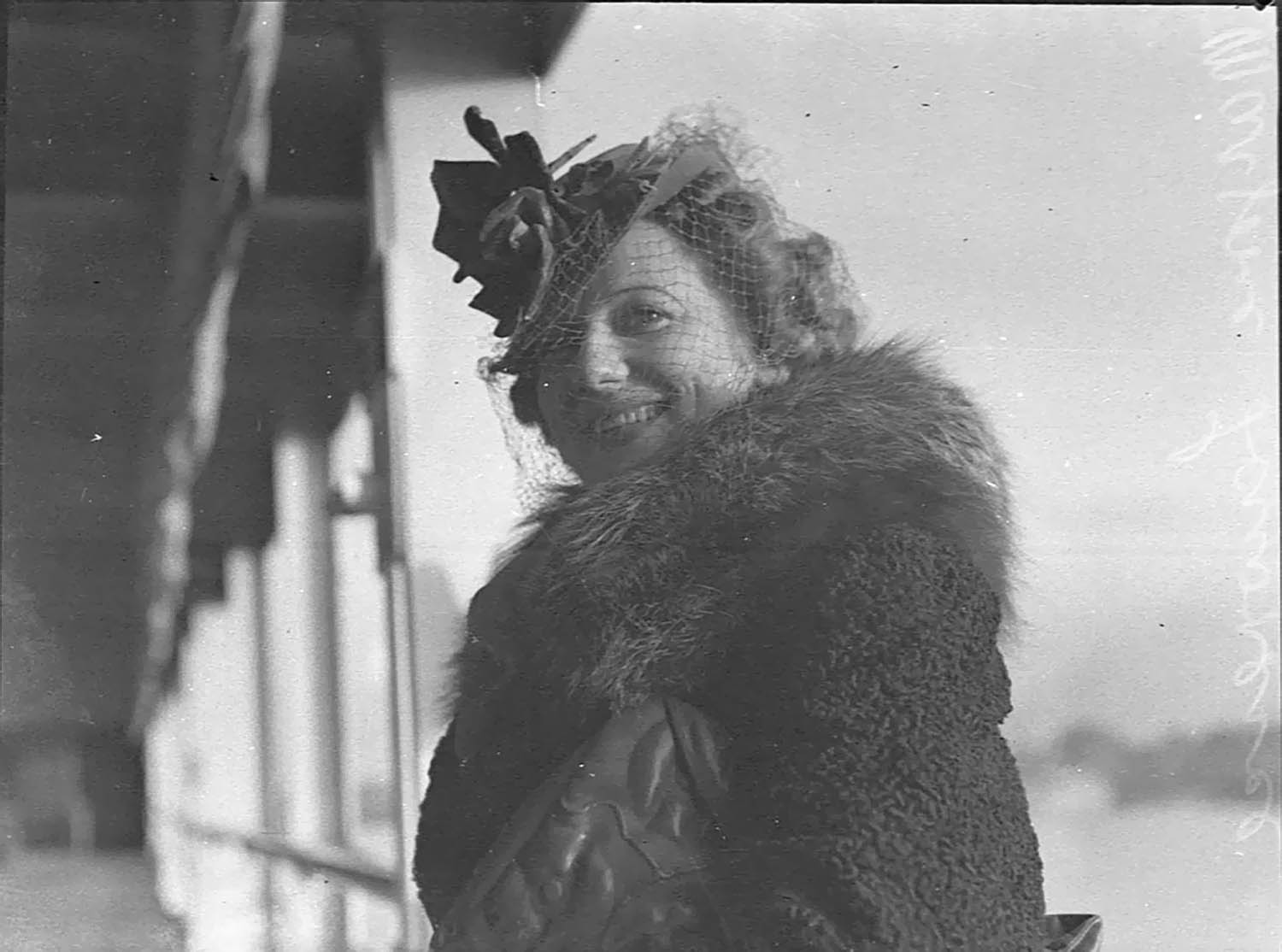
Marjorie Lawrence (1939)

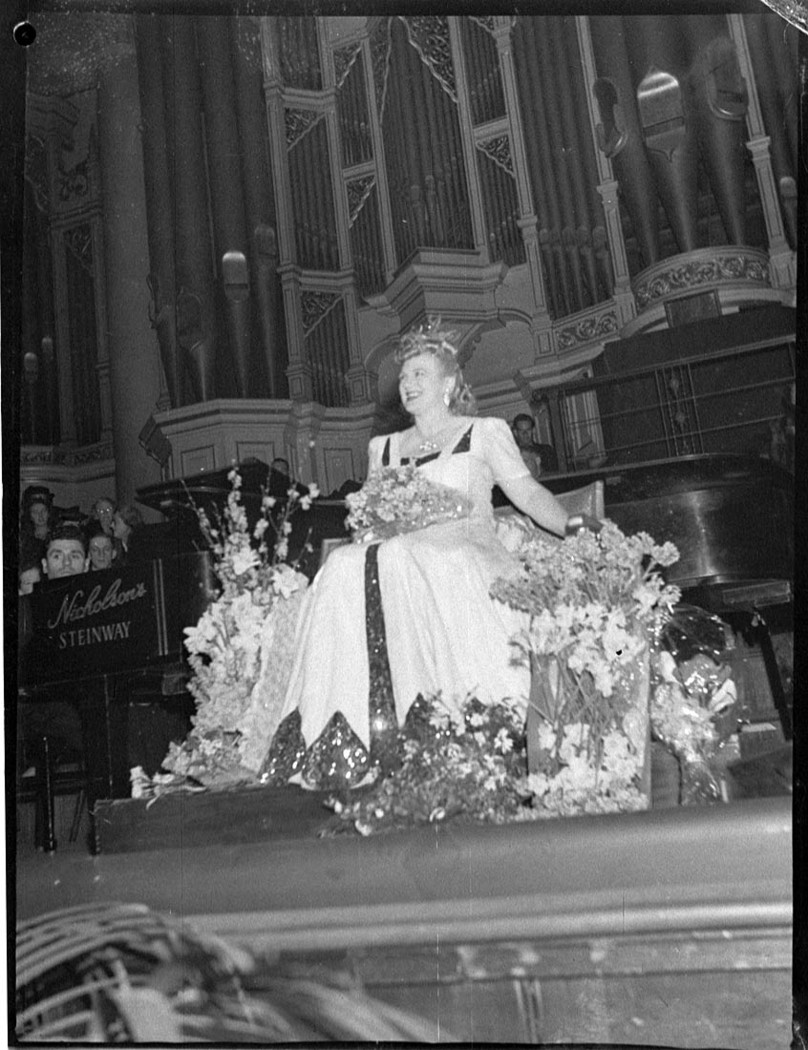
Marjorie Lawrence in der Sydney Town Hall (1944)

Marjorie Lawrence (geboren 17. Februar 1907 in Deans Marsh, Victoria, Australien; gestorben 13. Januar 1979 in Little Rock) war eine australische Opernsängerin in der Stimmlage Sopran.

## Leben
Marjorie Lawrence war eine Tochter eines Metzgers, ihre Mutter spielte in der Kirchengemeinde die Orgel. Sie besuchte die örtliche Schule und lernte zu singen. Ihre erste systematische Gesangsausbildung erhielt sie mit 18 Jahren bei Ivo Boustead in Melbourne und ab 1928 bei Cécile Gilly in Paris.
Lawrence debütierte 1932 an der Opéra de Monte-Carlo als Elisabeth im Tannhäuser. Im Jahr 1933 kam sie an die Pariser Oper und debütierte als Ortrud im Lohengrin. In den Folgejahren trat sie dort unter anderem als Brunehild in Sigurd von Ernest Reyer, als Salomé in Hérodiade von Jules Massenet, als Donna Anna im Don Giovanni, als Brangäne im Tristan und Isolde und als Brünnhilde in Die Walküre auf. Sie wirkte dort auch im Juni 1933 in der Uraufführung der Oper Vercingétorix von Joseph Canteloube mit.
1935 wurde Lawrence an die Metropolitan Opera New York eingeladen, an der sie als Brünnhilde in der Walküre debütierte und bis 1941 in elf Partien und 59 Vorstellungen auftrat, unter anderem als Ortrud im Lohengrin, als Sieglinde in der Walküre, als Rachel in La Juive von Fromental Halévy, als Salome (Richard Strauss), als Tosca, als Thaïs (Massenet), als Alceste in der Oper von Christoph Willibald Gluck.
Lawrence gastierte 1935 an der Oper von Chicago, 1936 am Teatro Colón Buenos Aires als Kundry und als Ortrud, am Opernhaus von Montevideo 1936 als Brünnhilde, an der San Francisco Opera 1939–40 in der Titelpartie der Carmen und als Brünnhilde und 1937 am Opernhaus von Lyon, wo sie ihre erste Isolde sang. 1939 unternahm sie eine Australien-Tournee. Sie trat auch als Gast an der Covent Garden Opera London und 1938 als Brünnhilde bei den Festspielen von Zoppot auf.
Während einer Gastspielreise 1941 in Mexiko-Stadt erkrankte Lawrence an Poliomyelitis und war fortan an den Beinen gelähmt. Mit Hilfe von physiotherapeutischen Behandlungen nach der Methode von Elizabeth Kenny konnte sie im Rollstuhl sitzend als Konzertsängerin auftreten. 1943 sang sie an der Metropolitan Opera die Partie der Venus im Tannhäuser in einer Inszenierung, bei der sie sich nicht auf der Bühne zu bewegen brauchte. In ähnlicher Weise übernahm sie 1946 an der Grand Opéra Paris, später auch in Cincinnati und Montreal, die Partie der Amneris in Verdis Aida.
1947 sang Lawrence in Chicago in einer konzertanten Aufführung die Elektra von Strauss. Nach einer nochmaligen Australien-Tournee 1951 beendete sie im Jahr 1952 ihre Bühnenlaufbahn und konzentrierte sich auf die Gesangspädagogik mit Studenten der Tulane University und dann der Southern Illinois University Carbondale.
Lawrence veröffentlichte 1949 ihre Lebenserinnerungen, die 1954 ohne ihr Mittun verfilmt wurden. Sie wurde 1946 in die französische Ehrenlegion aufgenommen und 1976 auf Vorschlag der australischen Regierung zum Commander of the Order of the British Empire ernannt. Lawrence lebte seit ihrer Erkrankung auf ihrer Ranch in Hot Springs in Arkansas.

## Werke (Auswahl)
- Interrupted Melody : the Story of my Life. New York : Appleton-Century-Crofts, 1949
  - Interrupted Melody. Verfilmung 1954, Lawrence dargestellt von Eleanor Parker, gesungen von Eileen Farrell

Schallplatten
- Lohengrin, Aufnahme Teatro Colón Buenos Aires von 1936, Melodram
- Walküre, Mitschnitt Metropolitan Oper von 1940, EJS
- Lieder von Brahms, Grieg und Rachmaninoff, 1947, Decca